# 山上の垂訓
山上の垂訓（さんじょうのすいくん）は、新約聖書の『マタイによる福音書』第5章から7章と『ルカによる福音書』第6章にある、イエスが山の上で弟子たちと群集に語った教えのこと。山上の説教とも。

## 概要
教えの最も有名な部分は、章頭（マタイによる福音書5章3節から10節まで）の「幸福なるかな」と8回繰り返されるところであり、幸福の説教、真福八端（しんぷくはったん）、真福詞等とも呼ばれている。正教会ではこれに5章12節前半にある「幸いなり、…天には爾等の報い多ければなり。」までを加えて9句の構成とし真福九端（しんぷくきゅうたん）と呼んで、主日の聖体礼儀などに極めて頻繁に歌われる。
比較的理解が難しい幸福の説教の第1文（マタイ5:3）は、霊的な意味での「全き謙虚」にある状態を幸いとするものであり、キリストや父なる神によって表される教えを真摯に追い求めることが最も重要であることを説いている。
さらに、キリスト教の祈祷文である主の祈りや、「地の塩、世の光」、「右の頬を打たれれば、左も向けなさい」、「汝の敵を愛せよ」、「裁くな、裁かれないためである」、「人からしてもらいたいとあなたが望むことを、人々にしなさい」（イエスの黄金律）、「敲けよ、さらば開かれん」、「狭き門より入れ」といった、キリスト教徒にとって中心的な教義が述べられており、これらは非常に有名である。日本語でも、豚に真珠、砂上の楼閣といった言い回しはここから取られている。
高等批評の立場からは、Q資料と呼ばれるイエスの語録集に山上の垂訓が納められており、『マタイによる福音書』と『ルカによる福音書』での山上の垂訓の描写はQ資料を元に著述されたとする。

## 場所
山上の垂訓が行われたとされる場所はよくわかっていない。福音書でイエスが布教を行ったとある、ガリラヤに高い山はないが、ガリラヤ湖の西には小高い丘がいくつかある。現代のキリスト教研究者の何人かは、湖の北端、カペナウム近郊がその場所であると推測している。
その丘の一つは現在、祝福の山（英: Mount of Beatitudes）と呼ばれ、丘の上には「山上の垂訓教会」が建てられている。

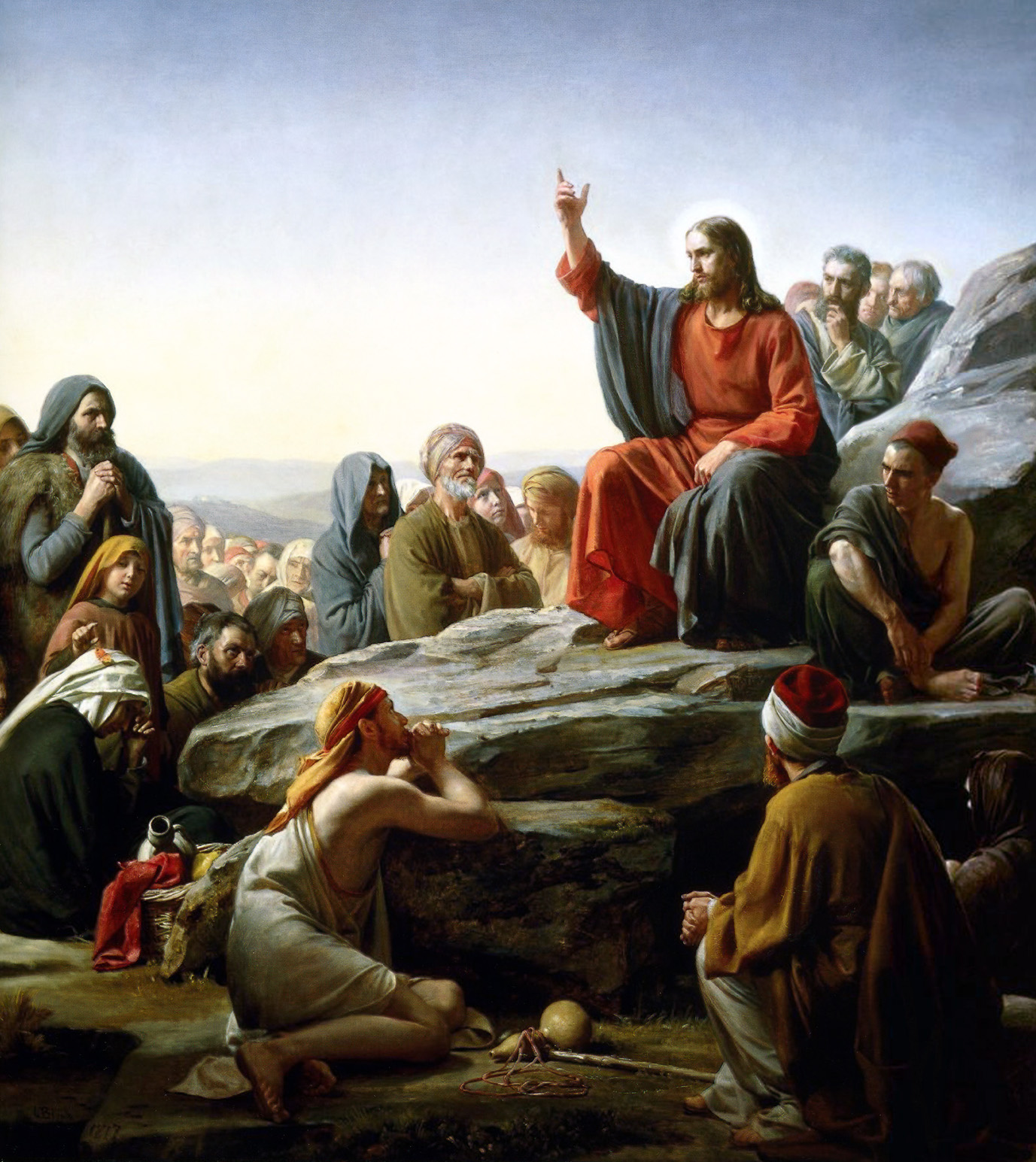
『山上の垂訓』カール・ハインリッヒ・ブロッホ画
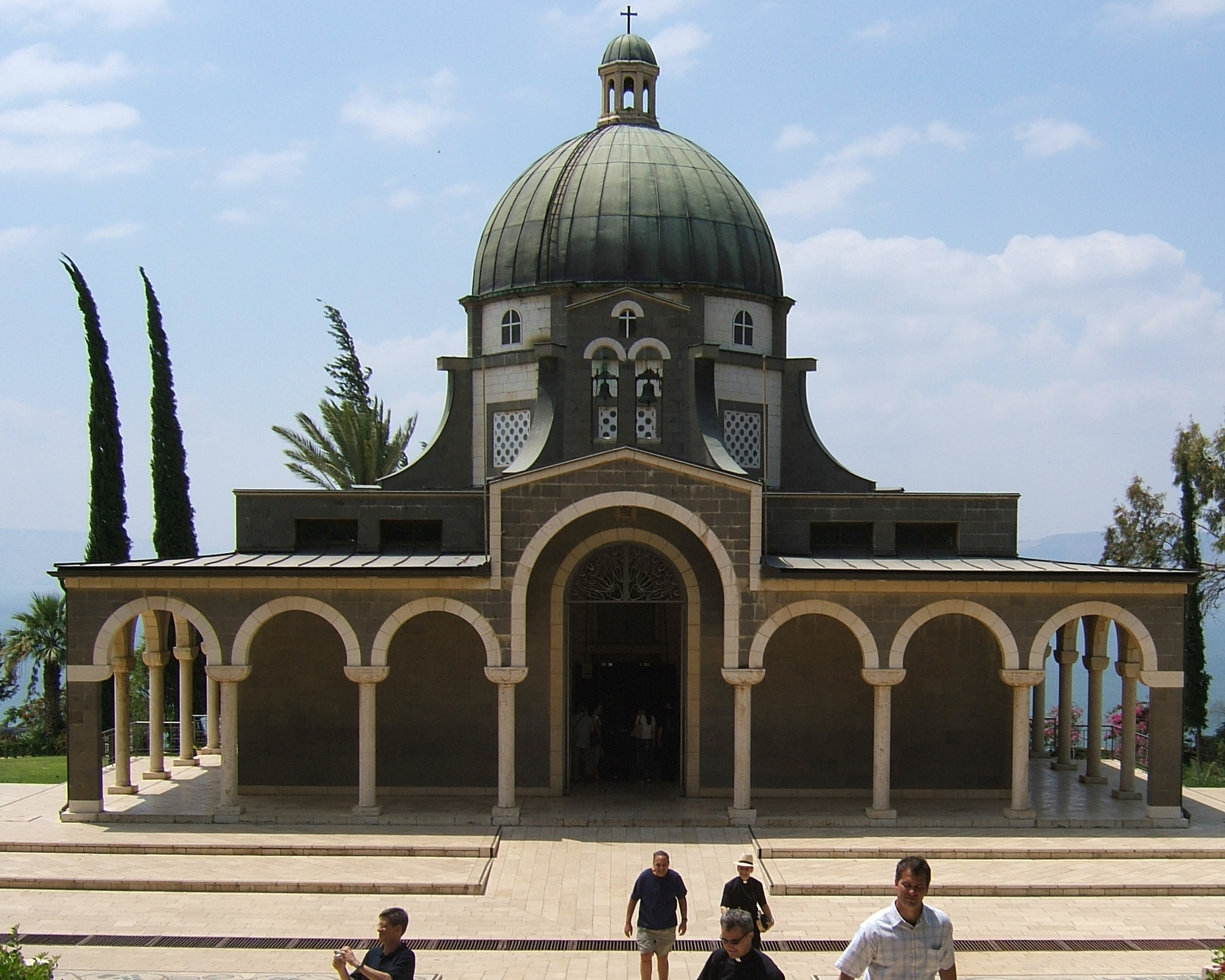
イスラエルの山上の垂訓教会

## マタイ伝からの引用
（マタイ 5:21 - マタイ 7:29も参照）

## ルカ伝からの引用
（ルカ 6:39 - ルカ 6:49も参照）

## 構造

### マタイ伝
- マタイ 5:1-2 - イエスが悪魔払いにより病人を治したため群集が集まってくる。そこでイエスは山に登り、彼らに教えて言う。
- マタイ 5:3-12 - 幸福の説教（「真福九端」もしくは「真福八端」とも）。
- マタイ 5:13-16 - 信者を「地の塩」と「世の光」になぞらえる。
- マタイ 5:17-48 - 律法、モーゼの十戒への論評。
- マタイ 6 - 善行を見せびらかすな。施し、祈り（主への祈り）、断食は隠れてせよ。物のことで悩むな。
- マタイ 6:25-33 - 野の花を見よ。何を食べようか、何を飲もうか思いわずらうな。
- マタイ 6:34    - 明日のことを思いわずらうな。一日の苦労は、その日一日だけで十分である。
- マタイ 7:1-5 [2] - 人を裁くな、あなたがたも裁かれないために。
- マタイ 7:6-29 - 聖なるものについて。偽預言者に気を付けなさい。

### ルカ伝
- ルカ 6:20-23 - あなたがたは幸福だ。貧しき人々。飢えている人々。今泣いている人々。いじめられ迫害されている人々。
- ルカ 6:24-25 - あなたがたは不幸だ。富んでいる人々。満腹している人々。今笑っている人々。すべての人からほめられている人々。
- ルカ 6:27-36 - あなたがたの敵を愛し、あなたがたを憎む者に親切にしなさい。自分を愛してくれる人を愛したところで、あなたがたにどんな恵みがあるだろうか。自分によくしてくれる人に善いことをしたところで、どんな恵みがあろうか。
- ルカ 6:37-38 - 人を裁くな。そうすれば、あなたがたも人から裁かれることがない。人を赦しなさい、そうすれば、あなたがたも赦される。
- ルカ 6:39-42 - 盲人が盲人を道案内するたとえ。
- ルカ 6:43-45 - 良い実によって良い木を知る。悪い実によって悪い木を知る。人の口から出てくるその言葉でその人がわかる。
- ルカ 6:46-49 - 良い土台の上に家を建てた人と土台なしで家を建てた人のたとえ。わたしの言葉を聞いたら、それを行いなさい。聞いても行わない人は土台なしで家を建てる人である。

## その他
- 「こころの貧しい人たち」とは霊的に貧しい人たちを指す。
- マタイ伝による垂訓の記述はルカ伝のものと多く重複している。これはQ資料による二資料仮説の理由になっている。
- 精神性を重視したマタイ伝に対し、ルカ伝の方は社会性、現実性を重視した表現になっており、幸福と不幸の対比の形になっている。
- マタイには「山」とあるだけであるが、ルカは「平らな所」としている。マタイは、ユダヤ的考えを反映して、イエスが「山」に登って教えを説かれたと書いているが、ルカは異邦人的考えに配慮して、イエスが神の使節のように「平らな所」（山の中腹の台地であろう）に下って教えたように書いている。しかし、両福音書とも同一場所を指している。[3]
- マタイ伝の記述を「山上の説教」と呼び、ルカ伝の記述を「平地の説教」と呼んで区別することもある。